# Verschuldungsgrad
Der Verschuldungsgrad (englisch debt to equity ratio, gearing oder leverage ratio) eines Schuldners (Unternehmen, Gemeinden oder Staaten) ist eine betriebswirtschaftliche Kennzahl, die das Verhältnis zwischen dem bilanziellen Fremdkapital und Eigenkapital angibt. Sie gibt Auskunft über die Finanzierungsstruktur eines Schuldners. Mit steigendem Verschuldungsgrad geht eine Erhöhung des Kreditrisikos für Gläubiger einher.
Zum Teil wird der Begriff „Verschuldungsgrad“ in der Praxis als Synonym von „Fremdkapitalquote“ verwendet. In der betriebswirtschaftlichen Fachliteratur versteht man unter „Fremdkapitalquote“ jedoch zumeist eine gesonderte Kennzahl (nämlich Fremdkapital im Verhältnis zum Gesamtkapital).

## Allgemeines
Gläubiger haben ein Interesse daran, ihr Kreditrisiko während der Kreditlaufzeit jederzeit messen zu können. Dazu bedarf es der Transparenz der wirtschaftlichen Verhältnisse ihres Schuldners (Jahresabschlüsse, kommunale oder Staatshaushalte), um aus diesen Unterlagen Informationen über das Kreditrisiko gewinnen zu können. Bei Unternehmen werden Eigenkapital und Fremdkapital miteinander ins Verhältnis gebracht, weil das Eigenkapital als Haftungsmasse für die Gläubiger zur Verfügung steht und deshalb der Anteil des Eigenkapitals am gesamten Kapital von Bedeutung ist. Je höher folglich der Eigenkapitalanteil ist, umso niedriger ist das Gläubigerrisiko einzustufen und umgekehrt. Der Verschuldungsgrad soll deshalb über die Fähigkeit informieren, Verluste oder den kurzfristigen Entzug von Eigenkapital oder Fremdkapital durchzustehen. Er gehört zu den wesentlichen Schuldenkennzahlen.

## Berechnung
Zunächst ist zu klären, welche Bilanzpositionen als Eigenkapital und welche als Fremdkapital zu klassifizieren sind. Nicht alle Positionen, die formal im Jahresabschluss dem Eigenkapital zugeordnet sind, können für Zwecke der Ermittlung des Verschuldungsgrades auch analytisch als Eigenkapital eingestuft werden. Das gilt ebenso für manche Positionen, die im Jahresabschluss als Fremdkapital ausgewiesen werden. Emittierte Wandelanleihen oder sonstige Finanzierungstitel sind ebenso in ihrer Zuordnung umstritten wie etwa der Geschäfts- oder Firmenwert („Goodwill“), der als immaterieller Vermögensgegenstand das Eigenkapital erhöht. Wird er analytisch nicht als realisierbarer Vermögensgegenstand angesehen, ist er vom Eigenkapital abzusetzen. Das gilt wiederum für alle analytisch zweifelhaften Vermögensposten (wie etwa ausstehende Kapitaleinlagen der Gesellschafter).
Das für die Ermittlung des Verschuldungsgrades wichtige Fremdkapital setzt sich somit zusammen aus Rückstellungen (auch Pensionsrückstellungen), Wandelanleihen (bei denen das Optionsrecht nicht ausgeübt wurde), sonstige Verbindlichkeiten sowie der Hälfte des Sonderpostens mit Rücklageanteil. Das Eigenkapital besteht aus dem gezeichneten Kapital abzüglich ausstehender Einlagen hierauf und abzüglich Goodwill, zuzüglich Gewinnrücklage, Kapitalrücklage und der Hälfte des Sonderpostens mit Rücklageanteil. Mezzanine-Kapital ist darauf zu untersuchen, ob es rückzahlbar ist oder Rangrücktritte aufweist; Ratingagenturen rechnen Teile dieser hybriden Finanzierungsformen zum wirtschaftlichen Eigenkapital.
Eine gängige Berechnungsmethode für den Verschuldungsgrad lautet:
{\displaystyle {\text{Verschuldungsgrad}}={\frac {\text{Fremdkapital}}{\text{Eigenkapital}}}}
Man nennt diese Kennzahl auch „statischen Verschuldungsgrad“. Je höher dieser Verschuldungsgrad, also je kleiner der Anteil des Eigenkapitals am Gesamtkapital ist, desto größer wird das Risiko des Vermögensverlustes für Eigenkapitalgeber und Gläubiger. Ein hoher Fremdkapitalanteil löst hohen Zinsaufwand aus, der gewinnmindernd oder verlusterhöhend wirkt. Dieser hohe Fremdkapitalanteil führt dazu, dass die Gewinnschwelle später erreicht wird als bei einem Unternehmen mit einer höheren Eigenkapitalquote.
Beim dynamischen Verschuldungsgrad wird die Effektivverschuldung (also das Fremdkapital abzüglich der liquiden Mittel) dem Cashflow gegenübergestellt:
{\displaystyle {\text{dynamischer Verschuldungsgrad}}={\frac {{\text{Fremdkapital}}-{\text{liquide Mittel}}}{\text{Cashflow}}}}
Diese Kennzahl ermittelt die Rückzahlungsdauer des Fremdkapitals aufgrund des frei verfügbaren Cashflow (Schuldentilgungsdauer; engl. debt repayment capacity) unter den Annahmen, dass der Cashflow künftig mindestens auf demselben Niveau erwirtschaftet werden kann und ausschließlich für Schuldentilgungen verwendet wird. Andere Bezeichnungen für diese Kennzahl sind Schuldentilgungsdauer und Entschuldungsdauer. Als noch tragfähige Schuldentilgungsdauer werden 3 Jahre angesehen.

## Folgen
Im Falle eines angemessenen Eigenkapitals ergibt sich auch ein vertretbarer, nicht risikoerhöhender Verschuldungsgrad. „Angemessenes“ Eigenkapital ist ein unbestimmter Rechtsbegriff, der die Eigenmittel eines Unternehmens ins Verhältnis zu seiner Bilanzsumme setzen will. Als angemessen gilt jedenfalls in steuerrechtlicher Hinsicht ein Eigenkapital, das mit der Kapitalstruktur gleichartiger Unternehmen der Privatwirtschaft im maßgebenden Zeitraum vergleichbar ist. Nach R 33 Abs. 2 S. 3 KStR ist eine angemessene Eigenkapitalausstattung grundsätzlich gegeben, wenn das Eigenkapital mindestens 30 % des Aktivvermögens beträgt. Im Hinblick auf die angeführte BFH-Rechtsprechung ist diese 30-%-Grenze in erster Linie als Nichtaufgriffsgrenze zu verstehen, ihre Erfüllung wird deshalb bei steuerlichen Außenprüfungen nicht beanstandet. Für Besteuerungszwecke wird also vom Anlagendeckungsgrad ausgegangen und das Eigenkapital dann als angemessen eingestuft, wenn der Anlagendeckungsgrad (I) 30 % beträgt und somit 70 % des Anlagevermögens über Fremdkapital zu finanzieren sind.
Als optimaler Verschuldungsgrad wird ein Verhältnis des Eigenkapitals zum Fremdkapital angesehen, bei dem die durchschnittlichen Kapitalkosten gegenüber anderen Finanzierungsalternativen am geringsten sind. Eine aus der Praxis stammende Faustregel besagt, dass der Verschuldungsgrad – branchenabhängig – bei Nichtbanken nicht höher sein soll als 2:1 (200 %), also das Fremdkapital nicht mehr als das Doppelte des Eigenkapitals betragen soll. Analog darf die Fremdkapitalquote nicht mehr als 67 % der Bilanzsumme betragen. Als komplementäre Kennzahl zur Fremdkapitalquote ergibt sich hieraus die Eigenkapitalquote, die im Beispiel 33 % beträgt.
Durch die Aufnahme von Krediten erhöht sich der Verschuldungsgrad und damit auch das Risiko im Unternehmen. Je höher der Verschuldungsgrad, desto abhängiger wird nämlich ein Unternehmen von externen Gläubigern. Ein hoher Verschuldungsgrad aus obiger Formel erhöht die Risiken der Kreditgeber, weil deren Haftungsmasse des im Eigenkapital gebundenen Vermögens im Zweifel nicht ausreichen wird, um in der Insolvenz des Schuldners das Fremdkapital vollständig zurückzuzahlen. Mit einem hohen Verschuldungsgrad geht normalerweise auch ein hoher Zins- und Schuldendienstdeckungsgrad einher, weil Schulden Zins- und Tilgungszahlungen auslösen, die aus dem Umsatzprozess zu finanzieren sind. Aus Sicht des financial leverage indes ergibt sich – bedingt durch das relativ niedrige Eigenkapital – eine hohe Eigenkapitalrendite (Leverage-Effekt = Hebeleffekt). Deshalb ist erforderlich, auch die Gesamtkapitalrendite (Eigen- und Fremdkapital) zu ermitteln. Ein hoher Verschuldungsgrad erhöht wegen des hohen Schuldendienstes die Ertragsrisiken, weil mehr Gewinne für den Zinsaufwand verbraucht werden und damit bei zunehmender Verschuldung auch der Break-even-Point ansteigt (cost leverage).

## Staaten und Gemeinden
Staaten als Schuldner weisen völlig andere wirtschaftliche Strukturen als Unternehmen auf. Strukturell wird zwar die Verschuldung ähnlich wie bei Unternehmen ermittelt und als Gesamtverschuldung bezeichnet (Auslandsverschuldung betrifft nur die Staatsschulden gegenüber ausländischen Gläubigern), doch sind dieser Verschuldung für Zwecke der Kennzahlenermittlung die Exporterlöse oder das Bruttoinlandsprodukt (BIP) gegenüberzustellen. Die Einnahmen aus Exporterlösen stehen nämlich primär für den Schuldendienst zur Verfügung. Das BIP wiederum als Maßstab für die ökonomische Leistung eines Staates innerhalb eines Jahres sagt aus, inwieweit die Staatsschulden noch in einem angemessenen Verhältnis zu dieser Wirtschaftsleistung stehen.
{\displaystyle {\text{Staatsschuldenquote}}={\frac {S}{B}}}
S sind hierin die gesamten Staatsschulden, B das BIP. Diese so genannte Staatsschuldenquote drückt mithin das Verhältnis der Schulden zum BIP aus. In den Maastricht-Kriterien ist eine maximal zulässige, sanktionsfreie Staatsschuldenquote für EWU-Staaten von 60 % des BIP vorgesehen (Art. 126 AEU-Vertrag). Das würde bedeuten, dass drei Fünftel der Wirtschaftsleistung eines ganzen Jahres an die Gläubiger des Staates zu zahlen wären, um die gesamten Staatsschulden zu tilgen. Freilich können für den Schuldendienst auch Währungsreserven oder Neuverschuldung als sekundäre Quellen zur Schuldentilgung herangezogen werden, doch sind diese Positionen hierfür nicht vorgesehen. Als noch tragfähige Belastung wird eine Auslandsverschuldung von 150 % der Exporterlöse angesehen.
Die zunehmende Verschuldung insbesondere deutscher Kommunen wird seit Jahren thematisiert. Auch hier spielen absolute Zahlen eine untergeordnete Rolle. Entscheidend ist vielmehr, inwieweit noch von einer Schuldentragfähigkeit ausgegangen werden kann (siehe Schuldendienstdeckungsgrad). Dazu werden die kommunalen Schulden ins Verhältnis zu den Gesamteinnahmen (oder lediglich eigene Einnahmen als kleineres Aggregat) gebracht. Sofern die Gesamteinnahmen die Schulden insgesamt decken, kann von einer vertretbaren Schuldentragfähigkeit ausgegangen werden.

## Auswirkungen
Der Verschuldungsgrad kann Bestandteil von Anleihebedingungen oder Kreditverträgen im Rahmen der Covenants sein. Dabei verpflichtet sich der  Schuldner gegenüber seinen Gläubigern, eine bestimmte vertraglich festgelegte Obergrenze des Verschuldungsgrads nicht zu überschreiten. Kommt es zur Überschreitung der Obergrenze, so liegt eine Vertragsverletzung (covenant breach) vor, die zunächst meistens eine Heilungsperiode (remedy/grace period) zur Folge hat, die dem Kreditnehmer die nachträgliche Erfüllung der vorgegebenen Kennzahl ermöglichen soll. Gelingt dies jedoch weiterhin nicht, wird eine höhere Kreditmarge oder gar ein außerordentliches Kündigungsrecht des Gläubigers ausgelöst.